# 578
578 (DLXXVIII) var ett normalår som började en lördag i den julianska kalendern.

## Händelser

### Okänt datum
- Tiberios II efterträder Justinus II som bysantinsk kejsare.
- Kongō Gumi, länge världens äldsta ännu aktiva företag (578-2006), bildas i japanska Osaka.

## Avlidna
- 30 juli — Jacob Baradaeus, biskop av Edessa
- 5 oktober — Justinus II, bysantinsk kejsare
- Wu Di, kinesisk härskare
- Johannes Malalas, bysantinsk krönikör
- Bhavaviveka, indisk Madhyamaka forskare
- Sankt Brendan, irländskt helgon
- Abdul Muttalib, farfar till profeten Muhammad som grundade islam
- Wu Mingche
- Kejsar Wu av Norra Zhou
- Yuwen Xian